# Gonzalo Eugenio García
Gonzalo Eugenio García (n. 12 de mayo de 1967, San Martín, Buenos Aires, Argentina)  es un entrenador argentino de básquetbol. Actualmente es entrenador de la Selección de Panamá.

## Carrera

### Inicios
Inició su carrera como entrenador en el club Libertad de Sunchales. En la temporada 1995-96 de la Liga B, tercera división en ese momento, consiguió el ascenso a la segunda categoría, el Torneo Nacional de Ascenso, tras consagrarse campeón. Después de dos años en la misma, consiguió el campeonato y el ascenso a la máxima división, la Liga Nacional de Básquet. Al finalizar su primera temporada en primera en el puesto 13, recaló en el Deportivo San Andrés del TNA, para luego firmar con Gimnasia y Esgrima de La Plata, de la misma división.

### Gimnasia y Esgrima La Plata
En 2001, consiguió nuevamente un ascenso coronándose campeón, y permaneció durante tres años más en el club. En el primero, finalizó como cuarto clasificado de la fase regular pero cayó por Quilmes de Mar del Plata en cuartos de final por 3-2. Su segundo año, significó colocarse en el tercer puesto de la etapa regular con un récord de 21-9, siendo eliminado nuevamente en cuartos de final, en esta ocasión por Obras. En su última campaña al mando del club, logró la segunda colocación, derrotando a Ben Hur en cuartos de final y a Atenas de Córdoba, pero siendo derrotado por Boca Juniors en la serie final por 4-2. Su desempeño en la fase regular significó la entrega de la distinción a Entrenador del Año de la LNB.

### Libertad de Sunchales
Entre 2004 y 2006 volvió a dirigir a Libertad de Sunchales; la temporada 2004-05, supuso el tercer puesto de fase regular, clasificándose así a cuartos de final directamente y derrotando a Peñarol de Mar del Plata 3-1. En semifinales cayó ante Boca Juniors por 3-0. La campaña siguiente, clasificó a la primera edición del Torneo Súper 8 tras colocarse en la tercera ubicación de la zona norte. Luego de derrotar a Ciclista Juninense, Ben Hur y Argentino de Junín, se coronó campeón del certamen. Ese mismo año participó del Campeonato Sudamericano de Clubes Campeones. Dejó su cargo en el club tras ganar 17 partidos y perder 13.

### Regatas, Paysandú y Ciclista
En la temporada 2006-07 dirigió a Regatas de Corrientes en 26 encuentros, con 13 victorias. En 2007 disputó la Liga Uruguaya de Básquetbol con Paysandú Basquetbol Club, pero finalizó la temporada en el Club Ciclista Olímpico, del Torneo Nacional de Ascenso, donde consiguió el título y el ascenso a la Liga Nacional de Básquet. En la primera categoría, finalizó en el cuarto puesto de la zona norte en la primera fase y en la sexta ubicación de la segunda etapa. En la reclasificación venció a Quimsa por 3-1 y después cayó por 3-0 con Libertad de Sunchales en cuartos de final. Para la temporada 2009-10, dirigió 13 partidos cosechando solo una victoria por lo que fue despedido del club.

### Brasil y vuelta a Argentina
Su siguiente etapa como entrenador, lo tuvo nuevamente fuera del país, en este caso en Brasil, dirigiendo a Flamengo en la Novo Basquete Brasil por dos temporadas. Luego retornó a Argentina para tomar la dirección técnica de La Unión de Formosa, pero en octubre de 2012 dejó el club, terminando la temporada en Obras. En el club de la capital argentina, debió jugar la serie para mantener la categoría, objetivo que logró tras derrotar a Unión Progresista en una serie 3-0.

### Gimnasia y Esgrima
Para la Liga Nacional de Básquet 2013-14 se concretó la llegada de García a Gimnasia Indalo. Obtuvo el primer puesto de la primera fase con un récord de 11-3, clasificando al Torneo Súper 8 2013, donde fue eliminado en su primer partido frente a Quimsa 61-76. En la segunda fase se colocó séptimo, debiendo jugar la reclasificación ante su antiguo club, Obras. Tras eliminar al club porteño por 3-1, se enfrentó a Boca Juniors y cayó en la serie de cuartos de final por 3-2.

En su segundo temporada al mando del club, logró el cuarto puesto de la primera fase, permitiendo así que Gimnasia juegue nuevamente el Torneo Súper 8, pero nuevamente fue eliminado en el partido inicial, esta vez frente a Obras. Consiguió el segundo puesto de la conferencia sur y se enfrentó y derrotó a Boca Juniors por 3-2. En las semifinales de conferencia venció a Peñarol de Mar del Plata por 3-1 y en la final barrió a Quilmes de Mar del Plata por 3-0, para así definir el título de la LNB por segunda vez en su historia. El rival de la final nacional fue Quimsa, que logró quebrar la localía en el sexto juego y se consagró campeón, dejando a Gimnasia Indalo en el segundo puesto, clasificándose así por primera vez a la Liga de las Américas.

El tercer año de García supuso nuevamente el primer puesto de la zona sur y la clasificación al flamante Súper 4. En el primer partido derrotó a Ciclista Olímpico por 70-65 y en la final derrotó a Obras por 66-58 logrando así el campeonato para Gimnasia. Finalizó la segunda fase de la liga en el primer puesto, clasificando así de manera directa a semifinales de conferencia, donde cayó frente a San Lorenzo por 3-1.

### San Lorenzo de Almagro
Justamente fue en el año 2017 fue contratado como entrenador por su último "verdugo", San Lorenzo de Almagro. El 4 de julio de 2017 y cuando el conjunto "azulgrana" se aprestaba a afrontar la final de la Liga 2016-17 se anunció la contratación en reemplazo del saliente entrenador Julio Lamas.

Allí obtendría su primer título de Liga Nacional en el año 2018; conseguiría luego el bicampeonato en el año 2019. Asimismo consiguió en ambas temporadas el bicampeonato de la Liga de las Américas.

Sin perjuicio de los cuatro títulos obtenidos, a mediados de 2019, se anunció su salida como entrenador de San Lorenzo de Almagro, permanciendo una temporada sin trabajo.

### Boca Juniors
El 29 de julio de 2020 el Club Boca Juniors, en sus redes sociales anunció su contratación como entrenador, en reemplazo de Guillermo Narvarte.

### Selección de Panamá
El 29 de noviembre de 2023 Gonzalo García fue anunciado como el nuevo Director Técnico de la Selección de Baloncesto de Panamá 

## Selección Argentina
García fue asistente de Rubén Magnano para la Selección de básquetbol de Argentina en el Campeonato Sudamericano de Baloncesto de 2004, donde se obtuvo el campeonato. En 2005 fue el entrenador del seleccionado sub-21 para el Mundial de ese año disputado en Argentina, finalizando en el sexto puesto. Fue nuevamente asistente en el Sudamericano 2006. Ese mismo año asistió como segundo entrenador en el cuarto puesto del Campeonato Mundial de Baloncesto de 2006.
Consiguió el cuarto puesto en los Juegos Panamericanos 2007 y al día de la fecha es asistente en todas las competiciones a nivel oficial de la Selección de básquetbol de Argentina.

## Trayectoria
| Temporada | Equipo                                  | País      | Liga   |
| 1994-95   | Libertad de Sunchales                   | Argentina | Liga B |
| 1995-96   | Libertad de Sunchales                   | Argentina | Liga B |
| 1996-97   | Libertad de Sunchales                   | Argentina | TNA    |
| 1997-98   | Libertad de Sunchales                   | Argentina | TNA    |
| 1998-99   | Libertad de Sunchales                   | Argentina | LNB    |
| 1999-00   | Deportivo San Andrés                    | Argentina | TNA    |
| 2000-01   | Gimnasia y Esgrima La Plata             | Argentina | TNA    |
| 2001-02   | Gimnasia y Esgrima La Plata             | Argentina | LNB    |
| 2002-03   | Gimnasia y Esgrima La Plata             | Argentina | LNB    |
| 2003-04   | Gimnasia y Esgrima La Plata             | Argentina | LNB    |
| 2004-05   | Libertad de Sunchales                   | Argentina | LNB    |
| 2005-06   | Libertad de Sunchales                   | Argentina | LNB    |
| 2006-07   | Club de Regatas Corrientes              | Argentina | LNB    |
| 2007-08   | Paysandú Basquetbol Club                | Uruguay   | LUB    |
| 2007-08   | Club Ciclista Olímpico                  | Argentina | TNA    |
| 2008-09   | Club Ciclista Olímpico                  | Argentina | LNB    |
| 2009-10   | Club Ciclista Olímpico                  | Argentina | LNB    |
| 2010-11   | Clube de Regatas do Flamengo            | Brasil    | NBB    |
| 2011-12   | Clube de Regatas do Flamengo            | Brasil    | NBB    |
| 2012-13   | Club La Unión                           | Argentina | LNB    |
| 2012-13   | Club Atlético Obras Sanitarias          | Argentina | LNB    |
| 2013-14   | Gimnasia y Esgrima (Comodoro Rivadavia) | Argentina | LNB    |
| 2014-15   | Gimnasia y Esgrima (Comodoro Rivadavia) | Argentina | LNB    |
| 2015-16   | Gimnasia y Esgrima (Comodoro Rivadavia) | Argentina | LNB    |
| 2016-17   | Gimnasia y Esgrima (Comodoro Rivadavia) | Argentina | LNB    |
| 2017-18   | San Lorenzo                             | Argentina | LNB    |
| 2018-19   | San Lorenzo                             | Argentina | LNB    |
| 2020-21   | Boca Juniors                            | Argentina | LNB    |

## Palmarés

### Campeonato Nacionales
| Título                     | Club                                    | País      | Año     |
| -------------------------- | --------------------------------------- | --------- | ------- |
| Liga B                     | Libertad de Sunchales                   | Argentina | 1995-96 |
| Torneo Nacional de Ascenso | Libertad de Sunchales                   | Argentina | 1997-98 |
| Torneo Nacional de Ascenso | Gimnasia y Esgrima La Plata             | Argentina | 2000-01 |
| Torneo Nacional de Ascenso | Club Ciclista Olímpico                  | Argentina | 2007-08 |
| Torneo Súper 8             | Libertad de Sunchales                   | Argentina | 2005    |
| Torneo Súper 4             | Gimnasia y Esgrima (Comodoro Rivadavia) | Argentina | 2015    |
| Liga Nacional de Básquet   | San Lorenzo                             | Argentina | 2017-18 |
| Liga Nacional de Básquet   | San Lorenzo                             | Argentina | 2018-19 |

### Campeonato Internacionales
| Título               | Club        | País      | Año  |
| -------------------- | ----------- | --------- | ---- |
| Liga de las Américas | San Lorenzo | Argentina | 2018 |
| Liga de las Américas | San Lorenzo | Argentina | 2019 |

### Consideraciones personales
- Entrenador del Año de la LNB: 2003-04.
- Juego de las Estrellas de la LNB: 2006, 2016.
- Entrenador de la temporada 2015-16, elegido por ATEBARA.[11]